# Distretto di Środa Wielkopolska
Il distretto di Środa Wielkopolska (in polacco powiat średzki) è un distretto polacco appartenente al voivodato della Grande Polonia.

## Geografia antropica

### Suddivisioni amministrative
Il distretto comprende 5 comuni.
- Comuni urbano-rurali: Środa Wielkopolska
- Comuni rurali: Dominowo, Krzykosy, Nowe Miasto nad Wartą, Zaniemyśl